# Sandholmarnas naturreservat
Sandholmarnas naturreservat är ett naturreservat i Tyresö kommun i Stockholms län.
Området är naturskyddat sedan 1995 och är 75 hektar stort. Reservatet omfattar branter på nordöstra sidan av Brevikshalvön ner mot Ingaröfjärden där även Stora Sandholmen och andra mindre holmar ingår. Reservatet består av tallskog och barrblandskog.